# Lotay Tshering
Lyonchhen Lotay Tshering (dzong. བློ་གྲོས་ཚེ་རིང་; ur. 10 maja 1969) – bhutański polityk i lekarz, premier Bhutanu od 7 listopada 2018 do 1 listopada 2023.

## Życiorys
Ukończył studia ze specjalizacją w chirurgii na Uniwersytecie w Dhace, zdobył także tytuł MBA na Uniwersytecie w Canberze. Przed zaangażowaniem się w politykę pracował jako chirurg i urolog w szpitalach w Thimphu. W 2013 bez powodzenia kandydował do Zgromadzenia Ogólnego z ramienia Druk Nyamrup Tshogpa. 14 maja 2018 został przewodniczącym partii, która zdobyła większość mandatów w wyborach przeprowadzonych we wrześniu i październiku tego roku. 23 października zrezygnował z przewodniczenia partii; 7 listopada został zaprzysiężony na szefa rządu.